# Stylosanthes hippocampoides
Stylosanthes hippocampoides är en ärtväxtart som beskrevs av Robert H Mohlenbrock. Stylosanthes hippocampoides ingår i släktet Stylosanthes och familjen ärtväxter. Inga underarter finns listade i Catalogue of Life.